# Place de la Victoire
Place de la Victoire is een belangrijk plein en verkeersknooppunt in het centrum van de Franse stad Bordeaux, aan de rand van de historische binnenstad en de zuidkant van de Rue Sainte-Catherine. Historisch is het plein het beginpunt van de verbindingswegen met het zuiden, met name richting Bayonne en Spanje, en richting Toulouse. Op het plein staat de Porte d'Aquitaine. Place de la Victoire ligt verder in het gebied van de binnenstad dat op de UNESCO werelderfgoedlijst staat, de Port de la Lune. 